# Fiyi en la Copa Mundial de Rugby
La Selección de rugby de Fiyi participó en todas las ediciones de la Copa del Mundo de Rugby a excepción de Sudáfrica 1995 cuando fue derrotada por Tonga en eliminatorias.
Los Flying Fijians obtuvieron su mejor participación llegando a cuartos de final en dos oportunidades, en Nueva Zelanda 1987 y en Francia 2007.

## Nueva Zelanda 1987

### Plantel
Entrenador: Josateki Sovau

### Participación

#### Grupo C
| Equipo        | Jug. | Gan. | Emp. | Perd. | A favor | En contra | Puntos |
| ------------- | ---- | ---- | ---- | ----- | ------- | --------- | ------ |
| Nueva Zelanda | 3    | 3    | 0    | 0     | 190     | 34        | 6      |
| Fiyi          | 3    | 1    | 0    | 2     | 56      | 101       | 2      |
| Argentina     | 3    | 1    | 0    | 2     | 49      | 90        | 2      |
| Italia        | 3    | 1    | 0    | 2     | 40      | 110       | 2      |

#### Cuartos de final
| 7 de junio de 1987 | Fiyi                                                 | 16 – 31 | Francia                                                                                | Eden Park, Auckland,                                              |                                                                   |
|                    | Tries: Qoro Damu Con: Koroduadua Pen: Koroduadua (2) |         | Tries: Rodríguez (2) Lorieux Lagisquet Con: Laporte (3) Pen: Laporte (2) Drop: Laporte | Asistencia: 17,000 espectadores Árbitro(s): Clive Norling (Gales) | Asistencia: 17,000 espectadores Árbitro(s): Clive Norling (Gales) |

## Inglaterra 1991

### Plantel
Entrenador: Samisoni Viriviri

### Participación

#### Grupo D
| Equipo  | Gan. | Emp. | Per. | A favor | En contra | Puntos |
| ------- | ---- | ---- | ---- | ------- | --------- | ------ |
| Francia | 3    | 0    | 0    | 82      | 25        | 9      |
| Canadá  | 2    | 0    | 1    | 45      | 33        | 7      |
| Rumania | 1    | 0    | 2    | 31      | 64        | 5      |
| Fiyi    | 0    | 0    | 3    | 27      | 63        | 3      |

## Gales 1999

### Plantel
Entrenador:  Brad Johnstone

### Participación

#### Grupo C
| Equipo  | Gan. | Emp. | Per. | A favor | En contra | Puntos |
| ------- | ---- | ---- | ---- | ------- | --------- | ------ |
| Francia | 3    | 0    | 0    | 108     | 52        | 6      |
| Fiyi    | 2    | 0    | 1    | 124     | 68        | 4      |
| Canadá  | 1    | 0    | 2    | 114     | 82        | 2      |
| Namibia | 0    | 0    | 3    | 28      | 186       | 0      |

### Play-offs (octavos de final)
|  | Local | vs. | Visita |  |  |

## Australia 2003

### Plantel
Entrenador: Mac McCallion

### Participación

#### Grupo B
| Equipo         | Gan. | Emp. | Per. | A favor | En contra | Extra | Puntos |
| -------------- | ---- | ---- | ---- | ------- | --------- | ----- | ------ |
| Francia        | 4    | 0    | 0    | 204     | 70        | 4     | 20     |
| Escocia        | 3    | 0    | 1    | 102     | 97        | 2     | 14     |
| Fiyi           | 2    | 0    | 2    | 98      | 114       | 2     | 10     |
| Estados Unidos | 1    | 0    | 3    | 86      | 125       | 2     | 6      |
| Japón          | 0    | 0    | 4    | 79      | 163       | 0     | 0      |

## Francia 2007

### Plantel
Entrenador: Ilivasi Tabua

### Participación

#### Grupo B
| Posición | Equipo    | Partidos | Partidos | Partidos  | Partidos | Tantos  | Tantos    | Tantos     | Puntos bonus | Puntos |
| Posición | Equipo    | jugados  | ganados  | empatados | perdidos | a favor | en contra | diferencia | Puntos bonus | Puntos |
| -------- | --------- | -------- | -------- | --------- | -------- | ------- | --------- | ---------- | ------------ | ------ |
| 1        | Australia | 4        | 4        | 0         | 0        | 215     | 41        | +174       | 4            | 20     |
| 2        | Fiyi      | 4        | 3        | 0         | 1        | 114     | 131       | -17        | 3            | 15     |
| 3        | Gales     | 4        | 2        | 0         | 2        | 163     | 105       | +58        | 4            | 12     |
| 4        | Japón     | 4        | 0        | 1         | 3        | 64      | 210       | -146       | 1            | 3      |
| 5        | Canadá    | 4        | 0        | 1         | 3        | 51      | 120       | -69        | 0            | 2      |

#### Cuartos de final
| 7 de octubre de 2007, 15:00 | Sudáfrica | 37 - 20 | Fiyi                                                                   | Stade Vélodrome, Marsella                                        |                                                                  |
|                             | Tries: Fourie 13' m Smit 35' m Pietersen 51' c Smith 70' c James 80' c Con: Montgomery (3/5) Pen: Steyn (1/1) 8' Montgomery (1/2) 63' | Reporte | Tries: Delasau 57' c Bobo 59' c Con: Bai (2/2) Pen: Bai (2/2) 26', 44' | Asistencia: 59.987 espectadores Árbitro(s): Alan Lewis (Irlanda) | Asistencia: 59.987 espectadores Árbitro(s): Alan Lewis (Irlanda) |

## Nueva Zelanda 2011

### Plantel
Entrenador: Sam Domoni

### Participación

#### Grupo D
| Posición | Selección | Partidos | Partidos | Partidos  | Partidos | Tries a favor | Tantos  | Tantos    | Tantos     | Puntos extra | Puntos |
| Posición | Selección | jugados  | ganados  | empatados | perdidos | Tries a favor | a favor | en contra | diferencia | Puntos extra | Puntos |
| -------- | --------- | -------- | -------- | --------- | -------- | ------------- | ------- | --------- | ---------- | ------------ | ------ |
| 1        | Sudáfrica | 4        | 4        | 0         | 0        | 21            | 166     | 24        | +142       | 2            | 18     |
| 2        | Gales     | 4        | 3        | 0         | 1        | 23            | 180     | 34        | +144       | 3            | 15     |
| 3        | Samoa     | 4        | 2        | 0         | 2        | 9             | 91      | 49        | +42        | 2            | 10     |
| 4        | Fiyi      | 4        | 1        | 0         | 3        | 7             | 59      | 167       | −108       | 1            | 5      |
| 5        | Namibia   | 4        | 0        | 0         | 4        | 5             | 44      | 266       | −222       | 0            | 0      |

## Inglaterra 2015

### Plantel
Entrenador:  John McKee

### Participación

#### Grupo A
| Posición | Selección  | Partidos | Partidos | Partidos  | Partidos | Tries a favor | Tantos  | Tantos    | Tantos     | Puntos extra | Puntos |
| Posición | Selección  | Jugados  | Ganados  | Empatados | Perdidos | Tries a favor | A favor | En contra | Diferencia | Puntos extra | Puntos |
| -------- | ---------- | -------- | -------- | --------- | -------- | ------------- | ------- | --------- | ---------- | ------------ | ------ |
| 1        | Australia  | 4        | 4        | 0         | 0        | 17            | 141     | 35        | 106        | 1            | 17     |
| 2        | Gales      | 4        | 3        | 0         | 1        | 11            | 111     | 62        | 49         | 1            | 13     |
| 3        | Inglaterra | 4        | 2        | 0         | 2        | 16            | 133     | 75        | 58         | 2            | 11     |
| 4        | Fiyi       | 4        | 1        | 0         | 3        | 10            | 84      | 101       | -17        | 1            | 5      |
| 5        | Uruguay    | 4        | 0        | 0         | 4        | 2             | 30      | 226       | -196       | 0            | 0      |

## Japón 2019

### Grupo D
| Posición | Selección | Partidos | Partidos | Partidos  | Partidos | Tries a favor | Tantos  | Tantos    | Tantos     | Puntos extra | Puntos |
| Posición | Selección | jugados  | ganados  | empatados | perdidos | Tries a favor | a favor | en contra | diferencia | Puntos extra | Puntos |
| -------- | --------- | -------- | -------- | --------- | -------- | ------------- | ------- | --------- | ---------- | ------------ | ------ |
| 1        | Gales     | 4        | 4        | 0         | 0        | 17            | 136     | 69        | +67        | 3            | 19     |
| 2        | Australia | 4        | 3        | 0         | 1        | 20            | 136     | 68        | +68        | 4            | 16     |
| 3        | Fiyi      | 4        | 1        | 0         | 3        | 17            | 110     | 108       | +2         | 3            | 7      |
| 4        | Georgia   | 4        | 1        | 0         | 3        | 9             | 65      | 122       | –57        | 1            | 5      |
| 5        | Uruguay   | 4        | 1        | 0         | 3        | 6             | 60      | 140       | –80        | 0            | 4      |